# Маріуш Щерський
Маріуш Щерський (пол. Mariusz Szczerski, 8 вересня 1970, Люблін, Польща — 3 серпня 2005) — польський роковий музикант, вокаліст гурту «Honor», одного з найвідоміших гуртів руху Rock Against Communism.
У своїй творчості Маріуш Щерський, відомий всім як Szczery (Щери}, пропагував ідеї неонацизму, антихристиянства та неоязичництва, до якого звернувся в кінці свого творчого шляху. В січні 2002 року був заарештований за пропаганду нацистських ідей.
Помер Маріуш 3 серпня 2005 року в лікарні, в яку потрапив після автокатастрофи, що трапилась 25 липня, за кілька днів до його смерті. Похований 6 серпня 2005 року в місті Руда-Шльонська.
Кілька концертів спілки RAC було присвячено Маріушу і 3 серпня 2009 року вийшов триб'ют «The Last Drakkar — In Memory Of Mariusz» на лейблі Eastside.